# Дрізд гаїтянський
Дрізд гаїтянський (Turdus swalesi) — вид горобцеподібних птахів родини дроздових (Turdidae). Ендемік острова Гаїті.

## Опис
Довжина птаха становить 26 см. Голова і верхня частина тіла чорнуваті, горло біле, верхня частина грудей сіруваті, нижня частина грудей і боки руді, живіт білий. Дзьоб оранжевий, навколо очей оранжеві кільця.

## Підвиди
Виділяють два підвиди:
- T. s. dodae Graves, GR & Olson, 1986 — гори Сьєрра-де-Неїба[de] і Кордильєра-Сентраль в центрі Домініканської Республіки;
- T. s. swalesi (Wetmore, 1927) — гори Сель на півдні Гаїті і Сьєрра-де-Баоруко[en] на південному заході Домініканської Республіки.

## Поширення і екологія
Гаїтянські дрозди живуть в густому підліску вологих гірських широколистяних лісів, місцями в гірських соснових лісах з густим підліском, переважно на висоті до 1300 м над рівнем моря. Зокрема, вони трапляються в Національному парку Ла-Візіт. Гаїтянські дрозди живляться дощовими червами, комахами і плодами, яких шукають на землі. Сезон розмноження триває з травня по липень. Гніздо чашоподібне, відносно велике, робиться з маху, розміщується в чагарниках або на невисокому дереві. В кладці 2-3 яйця.

## Збереження
МСОП класифікує цей вид як вразливий. За оцінками дослідників, популяція гаїтянських дроздів становить від 740 до 11500 птахів. Їм загрожує знищення природного середовища.